# Object Management Group
De Object Management Group is een in 1989 opgericht consortium zonder winstoogmerk, dat zich richt op de ontwikkeling van standaarden voor applicatie-onafhankelijke gedistribueerde objectgeoriënteerde systemen. Het consortium richt zich tegenwoordig op modelvorming, programma's, systemen en bedrijfsprocessen, en model-gebaseerde standaarden. Bij de oprichting waren 11 bedrijven betrokken, waaronder Apple, Hewlett-Packard, IBM en Sun. Meer dan 800 bedrijven zijn ondertussen betrokken en het consortium werkt voort aan het beheer en de ontwikkeling van verschillende internationaal erkende standaards.

## Standaarden
De bekendste ontwikkelingen van de OMG zijn de Common Object Request Broker Architecture (CORBA), eerste versie uit 1991, een standaard voor de communicatie tussen objecten, geschreven in verschillende programmeertalen en draaiend op verschillende machines, en de Unified Modeling Language (UML), die de modellering en documentatie van objectgeoriënteerde systemen in een gestandaardiseerde syntaxis voorschrijft.
Uit de Object Management Group zijn onder andere ontstaan:
- Business Process Model and Notation (BPMN)
- Common Object Request Broker Architecture (CORBA)
  - Internet Inter Orb Protocol (IIOP)
- Common Warehouse Metamodel (CWM)
- Data Distribution Service for Real-Time Systems (DDS)
- Interface description language (IDL)
- Model-driven architecture (MDA)
- Semantics of Business Vocabulary and Business Rules (SBVR)
- Software Process Engineering Metamodel (SPEM)
- Unified Modeling Language (UML)
- XML Metadata Interchange (XMI), Query/View/Transformation (QVT) en Meta Object Facility (MOF)

## Websites
- officiële website